# كنيسة رئيسي الملائكة جبرائيل وميخائيل
كنيسة رئيسي الملائكة جبرائيل وميخائيل هي كنيسة  أرثوذكسية شرقية تابعة لمطرانية الروم الأرثوذكس، توجد في حي الاميركان، أعيد بنائها عام 2001.